# Powiat Stropkov
Powiat Stropkov (słow. okres Stropkov) – słowacka jednostka podziału administracyjnego znajdująca się w kraju preszowskim na obszarze historycznych regionów Zemplín i Szarysz. Powiat Stropkov zamieszkiwany był przez 21 027 obywateli (w roku 2001), zajmował obszar 389 km². Średnia gęstość zaludnienia wynosiła 54,05 osób na km².